# Acacia gibbosa
Acacia gibbosa — вид квіткових рослин з родини бобових. Ареал: Австралія (Західна Австралія).

## Середовище
Зустрічається на низинних територіях і навколо них і хвилястих рівнинах, що ростуть на піщаних або суглинистих ґрунтах.

## Біоморфологічна характеристика
Округлий кущ або дерево зазвичай досягає висоти від 1 до 3 метрів і має голі гілочки. Зелені або сіро-зелені, голі, округлі в перерізі філодії мають вузьколінійну, пряму або неглибоко вигнуту плоску форму. Філодії мають довжину від 4 до 9,5 см і ширину від 0,8 до 1,5 мм. Цвіте з серпня по вересень, утворюючи жовті квіти. Прості суцвіття розташовані по два в пазусі. Квіткові головки мають форму від облоїдної до короткоциліндричної, у довжину від 6 до 8 мм і в діаметрі від 4 до 4,5 мм і містять від 22 до 27 золотистих квіток. Лінійні голі стручки, що утворюються після цвітіння, прямі, приблизно 6,5 см у довжину та від 2 до 2,5 мм ушир. Блискуче чорне насіння має вузько видовжено-яйцеподібну форму і довжину від 2,8 до 3 мм.